# Cladopodanthus heterophyllus
Cladopodanthus heterophyllus är en bladmossart som beskrevs av Edwin Bunting Bartram 1943. Cladopodanthus heterophyllus ingår i släktet Cladopodanthus och familjen Dicranaceae. Inga underarter finns listade i Catalogue of Life.